# Roggia

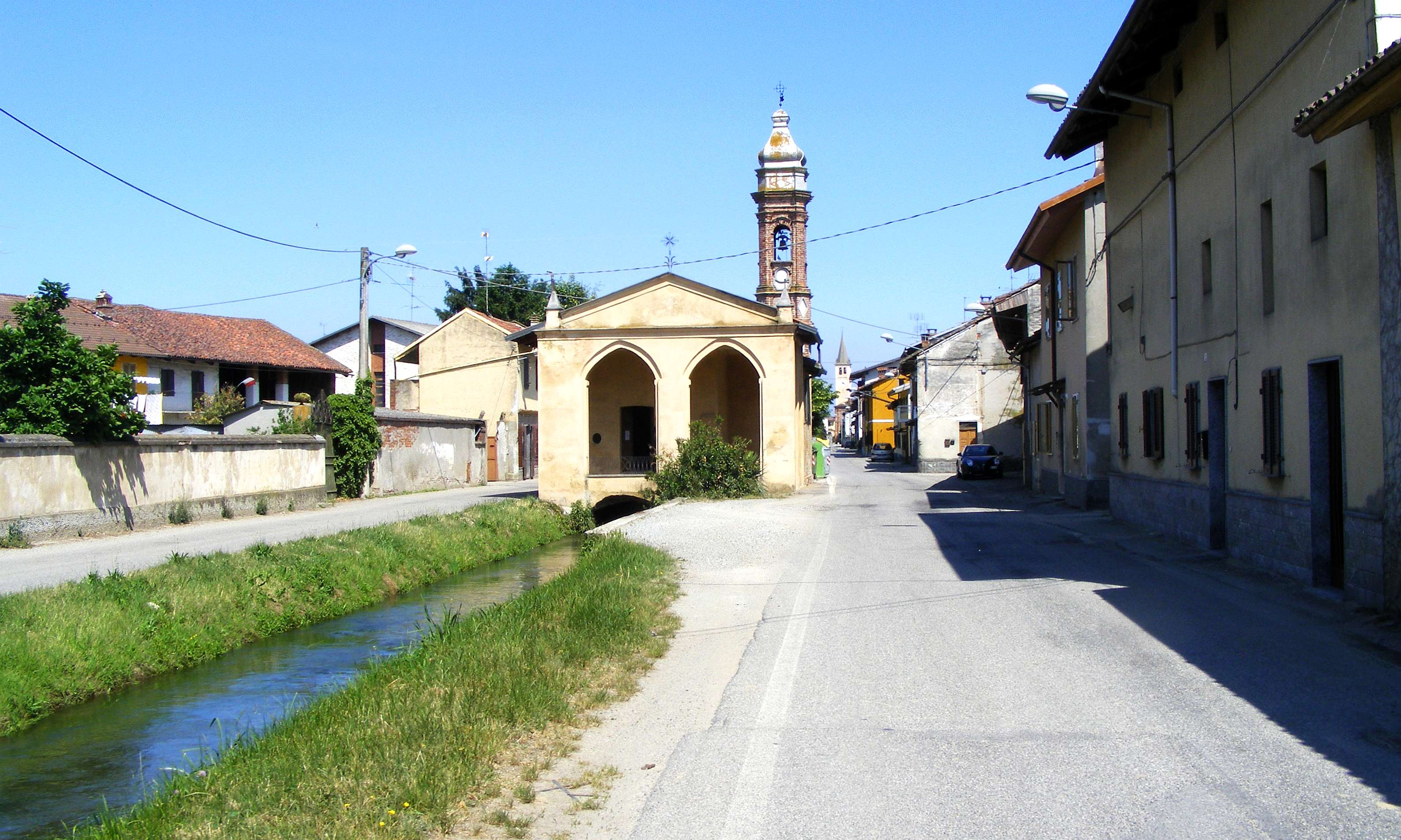
La roggia Lamporo, che attraversa l'omonimo comune del Vercellese

Una roggia è un canale artificiale di portata moderata, proveniente generalmente da un corso d'acqua più ampio; è utilizzato prevalentemente per l'irrigazione e per alimentare mulini ad acqua e piccole centrali elettriche.

## Caratteristiche

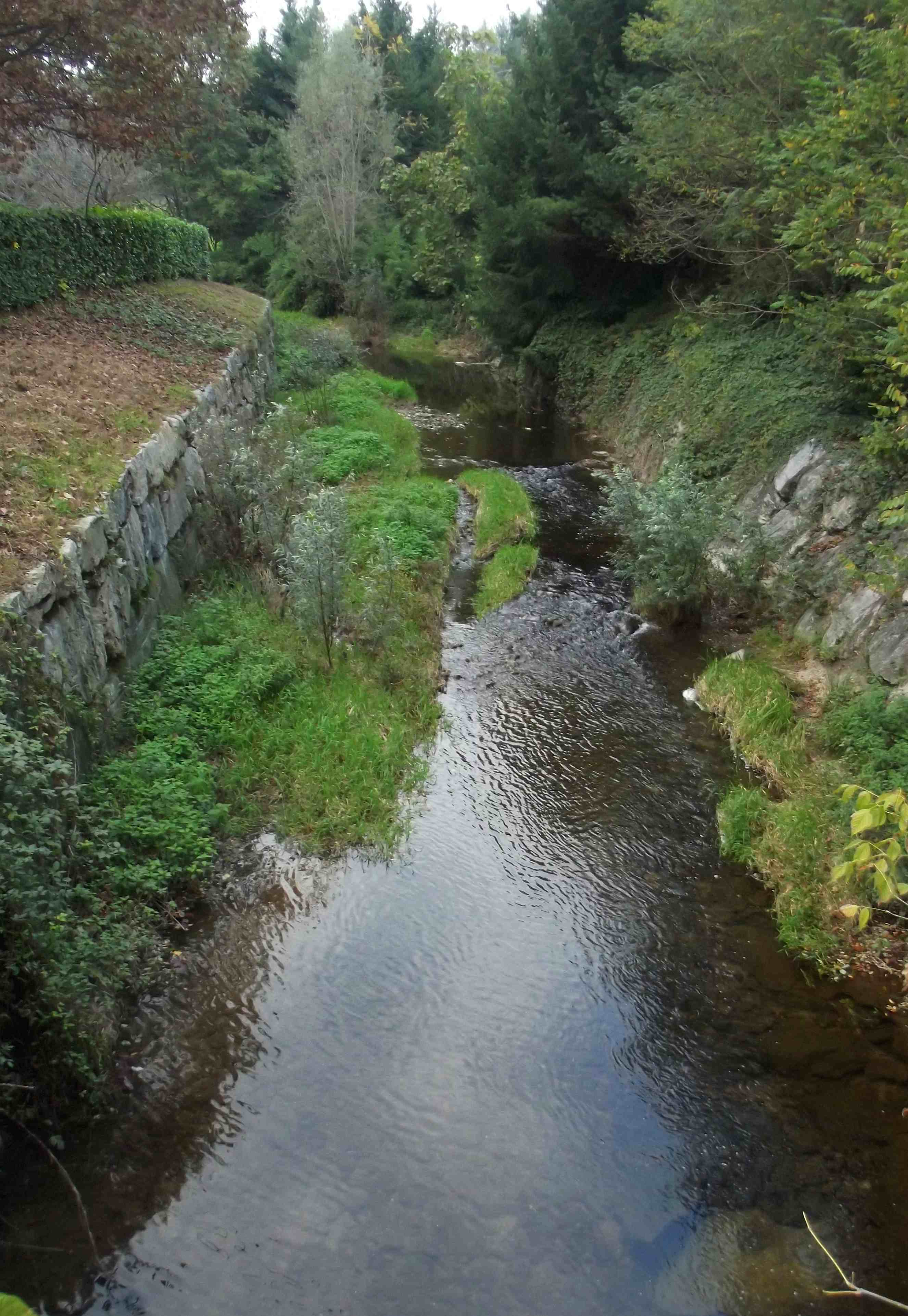
La roggia Ottina a Massazza.

Le rogge sono particolarmente diffuse nella Pianura padana, specialmente dal lato sinistro del Po. La loro escavazione risale generalmente al periodo romano o medievale, ed è da attribuirsi al progressivo processo di bonifica delle antiche paludi padane e di conseguente irregimentazione delle acque. La bonifica della pianura Padana iniziò qualche secolo prima della colonizzazione romana, quando gli Etruschi, a partire dal VI secolo a.C., eseguirono importanti opere idrauliche in destra del Po.
Oggigiorno la rete delle rogge padane è usata per lo più per fini irrigui; a volte esse raccolgono le acque di risulta dei comprensori irrigui posti a monte del loro alveo e vengono quindi denominate colatori o raccoglitori.
La distinzione tra rogge e corsi d'acqua naturali a volte è tutt'altro che netta. Ad esempio, in Piemonte la roggia Ottina percorre con andamento semi-naturale un paleoalveo del Cervo, del quale è tributaria, e raccoglie in sinistra idrografica il drenaggio naturale dell'altopiano delle Baraggia. In destra idrografica riceve invece le acque di risulta dei canali artificiali che irrigano la pianura a sud di Biella, comportandosi quindi come un colatore e derivando per vari mesi la maggior parte della propria portata da questo tipo di apporti idrici.